# Репин, Валентин Алексеевич
Репин, Валентин Алексеевич (4 марта 1934 года, д. Летний Наволок, Архангельская область, РСФСР) — бригадир слесарей-монтажников Северного машиностроительного предприятия. Герой Социалистического Труда. Почётный гражданин г. Северодвинска. Русский.
Родился 4 марта 1934 года в деревне Летний Наволок в семье крестьян. В восьмилетнем возрасте, после смерти матери, а затем отца, — был определён в детский дом села Неноксы. Откуда, спустя несколько лет, его в свою семью забрала старшая сестра. Закончил семилетнюю школу в г. Пертоминск.
В 1949 году поступил в ремесленное училище № 1 г. Молотовска (Северодвинска). Спустя два года окончил обучение, и начал трудовую деятельность в качестве судового слесаря-монтажника на заводе 402 (в нынешнее время: ОАО "Производственное объединение «Северное машиностроительное предприятие») в 49-м стапельном цехе. В сентябре 1953 года был призван в Советскую Армию. Службу проходил в Сухопутных войсках в г. Вологде. После демобилизации в 1956 году вернулся на завод 402, и в качестве слесаря-монтажника судовых энергетических установок принял участие в строительстве дизель-электрических подводных лодок проекта 611. Позже возглавил бригаду слесарей-монтажников. Принимал участие в ходовых испытания подводных лодок, том числе и атомных ракетоносцев.
В 1973 году вступил в КПСС.
31 июля 1985 года Указом Президиума Верховного Совета СССР Валентину Репину за выдающиеся заслуги в создании, проведении испытаний и освоении серийного производства специальной техники присвоено звание Героя Социалистического Труда с вручением ордена Ленина и золотой медали «Серп и Молот». Значительно позже руководство «Севмаша» раскрыло подробности этого «закрытого» указа. Звание Героя Социалистического Труда Валентин Репин получил за выдающиеся заслуги в создании, проведении испытаний и освоении серийного строительства АПЛ проекта 949.
13 декабря 1989 года решением исполкома Северодвинского городского Совета народных депутатов № 228 Валентину Репину присвоено звание «Почётный гражданин Северодвинска».
Вышел на пенсию в 1991 году. Живёт в г. Северодвинске.

## Награды
- Орден Ленина — дважды (1974; 1985)
- Орден «Знак Почета» (1963 год)[2]